# Kazimierz Ludwik Jewłaszewski
Kazimierz Ludwik Jewłaszewski herbu Topór (zm. luty/marzec 1664 roku) – wojewoda brzeskolitewski w 1659 roku, kasztelan smoleński w latach 1656–1659, podwojewodzi wileński w latach 1642–1647, starosta wiłkomierski w latach 1649–1652, sekretarz i dworzanin pokojowy Jego Królewskiej Mości, dyplomata.
Jego rodzicami byli Jarosz Jewłaszewski i Aleksandra Piotraszewska. Ojciec był kalwinistą i w tym wyznaniu był początkowo wychowywany Ludwik i rodzeństwo. Pomimo prośb ojca, by matka uszanowała jego kalwińskie wyznania, po śmierci ojca zmieniła wyznanie dzieci na katolickie - wtedy też zapewne zmienł imię na "Kazimierz."
Poseł na sejm 1643 roku, sejm 1645 roku, sejm 1646 roku, sejm 1647 roku. Poseł sejmiku wileńskiego na sejm ekstraordynaryjny 1647 roku. Poseł sejmiku wołkowyskiego na sejm 1650 roku.
17 października 1655 roku złożył przysięgę na wierność carowi Aleksemu Michajłowiczowi. Poseł do Bohdana Chmielnickiego. Przekonał hetmana Iwana Wyhowskiego do poddania się Rzeczypospolitej i rokowań w Hadziaczu w 1658 roku.
Był deputatem z Senatu na Trybunał Skarbowy Wielkiego Księstwa Litewskiego w 1659 roku.